# 圣丹斯电影节
圣丹斯电影节是國際独立制片电影节之一，由著名导演兼演员于1984年创办，专为独立电影人和影片而设，每年1月18日-28日在美国犹他州的帕克城（Park City）举行，为期11天。经多年积累，这个美国本土的小电影节已成長为独立制片业的重要精神支柱，许多好莱坞新锐导演都视之为执导主流商业大片的跳板；而好莱坞大制片公司要找新秀，圣丹斯电影节又是不容错过的人力资源库。电影节的名字取自羅拔·烈福和保罗·纽曼共同主演的经典西部片《虎豹小霸王》（Butch Cassidy and the Sundance Kid）。
此外，面向國際推展，分別從2010年、2014年開始在倫敦、香港舉辦活動。

## 外部連結
- Sundance Institute（页面存档备份，存于）
- Sundance – A Festival Virgin's Guide （页面存档备份，存于） - unofficial resources and information for festival attendees.
- Deconstructing Sundance （页面存档备份，存于）